# 웨인 브레이디
웨인 브레이디(Wayne Brady, 1972년 6월 2일 ~ )는 미국의 텔레비전 진행자, 희극인, 배우, 가수이다. 2009년 샘 쿡의 "A Change Is Gonna Come" 커버곡으로 제51회 그래미상 트러디셔널 R&B 보컬 퍼포먼스 부문 후보에 올랐다.

## 출연 작품

### 영화
- 레슬링 소년 제이스 (2004, Going to the Mat)
- 롤 바운스 (2005)
- 스튜어트 리틀 3 (2005) - 애니메이션

### 텔레비전
- 클래리사 익스플레인스 잇 올 (1993)
- 르노 911! (2004)
- 스타게이트 SG-1 (2005)
- 크리스는 괴로워 (2006-08)
- 내가 그녀를 만났을 때 (2006-14)
- 30 ROCK (2007)
- WWE 로 (2010) - 본인
- 루폴의 드래그 레이스 (2011) - 객원 심사위원
- 사이크 (2012)
- 베이비 대디 (2013)
- 더 레이트 레이트 쇼 (2015) - 초대 손님
- 콜로니 (2018)
- 더 볼드 앤 더 뷰티풀 (2018-19)
- 더 마스크드 싱어 (2019)
- 헬's 키친 (2020)
- 굿 파이트 (2021-22)
- 댄싱 위드 더 스타 (2022) - 경쟁자
- 아메리칸 지골로 (2022)

### 뮤지컬
- 킹키 부츠 (2022)